# 鼬獾
鼬獾（學名：Melogale moschata），是鼬獾屬四種動物的一種，俗名：撥田豬、小豚貓、田螺狗、鰗鰍貓，台語稱「臭羶猫」（台羅：tshàu-hiàn-bâ）。

## 外型特徵
頭體長35～40公分，尾長14～20公分，體重1～1.75公斤。臉部呈黑褐色，由頭頂經後頸至背中央有一白色縱帶，額頭至眼睛周圍有明顯的白毛，神似國劇人物之化妝臉譜，故有「花臉貍」之稱。吻端突出似豬鼻，又有「小豚貓」之稱。全身披深灰褐色粗毛，身體瘦長，四肢細短呈污灰色，爪尖銳而長，尾部具白色長毛，略為蓬鬆。鼠蹊部有味道濃厚之臭腺，故又有「臭貍」之稱。
齒式：門齒3/3，犬齒1/1，前臼齒4/4，臼齒1/2；總齒數= 38。

## 生態習性
白天躲藏於樹洞、土洞或岩洞內休息，日落黃昏後始外出覓食。有爬樹能力，但不常上樹活動；行動緩慢，不善跳躍。主要以嗅覺找尋食物，但聽力與觸覺亦佳，喜好捕食蜥蜴、鳥類、小型囓齒類，對於蝸牛、蚯蚓、大型昆蟲等無脊椎動物也來者不拒，有時亦會取食植物果實。排遺呈黑色細長螺旋狀，是明顯易辨的跡相。由於臭腺特別發達，受驚嚇或被逼迫時亦會分泌具惡臭之氣味以驅敵。每年5～6月為其生殖高峰期，通常每胎產1～3隻幼獸。

## 棲地分布
原生地不詳，主要棲息於中國大陸長江以南地區、中南半島東側、印度東北部、臺灣本島、爪哇島、和婆羅洲的綠地。
台灣特有亞種普遍分布於低、中海拔山區，通常棲居於原始闊葉林、灌叢區及開墾地。分布海拔最高可達2,100公尺。

## 亞種
鼬獾包括以下亞種
- （學名： (Hilzheimer, 1905)）
- （學名： Zheng and Xu, 1983）
- （學名： (Thomas, 1922)）
- 鼬獾指名亞種（学名： (Gray, 1831)）
- （學名： (G. M. Allen, 1929)）
- （學名： (Swinhoe, 1862)）
- （學名： (Thomas, 1925)）

## 近親
婆羅鼬獾、爪哇鼬獾、緬甸鼬獾。

## 狂犬病
正如大部分哺乳類，鼬獾也可能成為狂犬病宿主。遭感染並發病之鼬獾，會有異於其生態習性的行為產生，需特別注意。
2012年五、六月在台灣的雲林古坑鄉、南投縣魚池鄉及鹿谷鄉等地發現的鼬獾屍體經檢驗後，於2013年六月檢驗證實有狂犬病，經通報世界動物衛生組織（OIE）後，台灣自非疫區除名。
2013年七月22日，台東縣東河鄉出現第一起狂犬病鼬獾咬人案例。被咬的民眾將該鼬獾送驗，檢驗已證實該鼬獾帶有狂犬病病毒。因此該民眾隨即接受免疫球蛋白及疫苗的注射
2013/07/28 南投縣仁愛鄉，鼬獾於白日闖進人類住所，並攻擊咬傷人
2013/07/29 台南市南化區，鼬獾於白日離開山區，闖入人類住所，並與飼養之家犬搏鬥...

## 保护
本种于2023年被收录入《有重要生态、科学、社会价值的陆生野生动物名录》。